# Átila Alexandre Nunes Pereira
Átila  Alexandre Nunes Pereira (Rio de Janeiro, 24 de junho de 1974) é um político brasileiro filiado ao PSD. É neto de Átila Nunes Pereira, difusor da religião umbandista, falecido em 1968, e filho de Átila Nunes Filho, além de irmão de Átila Nunes Neto (falecido em 2012). Átila é formado em economia pela  Pontifícia Universidade Católica do Rio de Janeiro, pós-graduado pelo IBMEC em Comunicação e Marketing, e com extensão em Finanças na Universidade de Berkeley, no estado da Califórnia, nos Estados Unidos.

## Biografia
Foi eleito vereador pelo PSL em 2012, para a legislatura 2013-2016. Foi candidato a deputado federal em 2014, para a 55.ª legislatura, quando obteve na suplência. Posteriormente, retornou ao MDB partido este que seus avós e seu pai, Átila Nunes Filho, fizeram parte por décadas. Assumiu por algum tempo o mandato, quando o titular, Ezequiel Teixeira, foi nomeado para cargo no Governo do Estado do Rio de Janeiro. Na época, tal nomeação foi vista como uma manobra para aumentar a bancada de deputados do PMDB favoráveis à indicação de Leonardo Picciani para sua liderança, num movimento para tentar evitar o impeachment de Dilma Roussef. Por causa disso, o então presidente da Câmara dos Deputados, Eduardo Cunha, não quis dar posse a Átila Nunes, que teve que recorrer ao STF. Deixou seu mandato em 23 de fevereiro de 2016.
Em 2016, não se reelegeu vereador para a legislatura 2017-2020 da Câmara dos Vereadores do Rio de Janeiro, mas foi eleito o primeiro suplente.
Em 2017, tornou-se secretário da Secretaria de Estado de Direitos Humanos e Políticas para Mulheres e Idosos (SEDHMI). À frente da pasta, Átila desenvolveu projetos, instaurou comitês e comissões sempre em prol da diversidade. Foi durante a gestão de Átila que a comunidade LGBT garantiu o direto à Carteira de Identidade Social  e as mulheres ganharam um novo Centro Integrado de Atendimento à Mulher, o CIAM Manguinhos, na Zona Norte.
O Disque Idoso e o Disque Combate ao Preconceito são canais de denúncia criados por Átila enquanto Secretário. Os serviços, que são totalmente gratuitos, foram implementados sem aumento de despesas para o Governo do Estado do Rio de Janeiro. No primeiro ano da gestão de Átila Alexandre Nunes à frente da SEDHMI foram atendidas mais de 10 mil pessoas,  inaugurados três centros de atendimentos à Mulher e um Centro Cidadania LGBT.[carece de fontes?]
Eventualmente, assumiu a cadeira de vereador com licenças dos titulares, tendo sido o primeiro vereador do Rio de Janeiro a pedir o impeachment do prefeito da cidade, Marcelo Crivella, em julho de 2018. Quando Chiquinho Brazão foi eleito deputado federal, Átila Nunes assumiu a cadeira de vereador em definitivo.